# 隱袐的監察
《隱袐的監察》（韓語：은밀한 감사）是韓國tvN預計於2026年上半年播出的電視劇，由《有利的詐欺》、《那傢伙是黑炎龍》的導演李秀賢和《浪漫速成班》的編劇呂恩浩合作，申惠善、孔明、金材昱、洪華蓮主演。

## 劇情概要
該劇講述從大企業審計部門的王牌被貶為公司內部的紀律維護負責人與擁有祕密、性格古怪又狠毒的監察室長，在監視公司內男女之間各種戀愛關係時展開的故事。

## 演員陣容

### 主要人物
| 演員   | 角色   | 介紹                                                         |
| ------ | ------ | ------------------------------------------------------------ |
| 申惠善 | 朱仁雅 | 狠毒、性格古怪，像瘋子一樣的監察室長。                       |
| 孔明   | 盧基準 | 曾是大企業審計部門的王牌，後被貶為公司內部的紀律維護負責人。 |
| 金材昱 | 全在烈 | 海霧集團總管的副會長，雖是財閥三代，卻擁有着痛苦的過去。     |
| 洪華蓮 | 朴雅靜 | 外貌出眾，與在烈糾纏在一起的海霧集團副會長室秘書。           |

## 外部連結
- Daum上《隱袐的監察》的資料